# 라오어

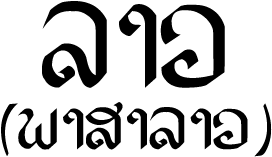

라오어(라오어: ພາສາລາວ, 태국어: ภาษาลาว) 또는 라오 타이어(태국어: ภาษาไทยลาว)는 라오스의 공용어이다. 한자 음역 약칭으로는 노어(佬語)라고 부르기도 한다. 라오 문자로 쓰인다.

## 개요
크라다이어족 따이어파에 속하며, 순수 언어학적으로 말하면 넓게 보아 타이어와 방언연속체 혹은 동일 언어의 지역 변종의 관계이므로 라오어를 쓰는 사람과 타이어를 쓰는 사람은 양쪽 언어의 공통 부분을 사용하여 상당 부분 의사소통이 가능하다. 다만 이것은 라오스인의 상당수가 TV를 비롯한 미디어를 통하여 타이어를 습득하는 것과 라오어 내부에도 타이어의 요소가 혼합된 것으로 인한 측면도 있어, 라오어를 즉석에서 알아듣는 것은 대다수의 중부, 남부 타이인들에게는 곤란하다. 이 차이는 대한민국이나 일본의 표준어와 지방 방언 간의 관계와 다를 바 없지만, 라오스가 독립국으로, 라오스에서의 라오어가 타이에서의 타이어와 같은 국가 공용어의 지위를 누리고 있기 때문에 타이어에 대한 대항 의식이 한층 더 강하다.